# Андроново (Москва)
Андро́ново (Андро́новка) — деревня, существовавшая на территории нынешнего района «Лефортово» в Москве до последней четверти XIX века. Находилась на Владимирской (Рогожской) дороге, ныне Шоссе Энтузиастов, между современными железнодорожной станцией Москва-Товарная-Курская и развязкой Третьего транспортного кольца (см. также Старообрядческая улица). В XX веке северная сторона шоссе была застроена корпусами металлургического завода "Серп и Молот", южная — вагоноремонтным заводом имени Войкова. Название Андроново полностью исчезло из городского обихода. В 2011 г. завод "Серп и Молот" прекратил деятельность, после чего его территория начала застраиваться жилыми домами.

## История
На топографической карте 1811 года — показана в виде двух рядов домов по обе стороны Владимирской дороги. Снесена в конце XIX века при расширении промзоны при товарной станции. Непосредственно с юго-востока к Андронову примыкал Рогожский посёлок старообрядцев, с севера — Анненгофская роща, с востока — Всехсвятский единоверческий монастырь.
Железнодорожная станция «Андроновка» Малого кольца Московской железной дороги построена в 1900-е гг. в двух километрах к востоку от Андронова, на речке Нищенка. Там возникло поселение Новая Андроновка (см. также Андроновское шоссе), впоследствии так же, как и старое Андроново, поглощённое промзонами.